# Carl August von Löhneysen
Carl August Friedrich von Löhneysen (* 2. Juni 1766 in Neindorf; † 19. August 1827 in Remlingen) war ein deutscher Gutsbesitzer, Kammerrat und Mitglied der Reichsstände des Königreichs Westphalen.

## Leben
Carl August Friedrich von Löhneysen wurde als Sohn des August Rudolf Heinrich von Löhneysen (1734–1811, Hofjägermeister und Schatzrat) und dessen Gemahlin Luise Auguste von Veltheim († 1765) geboren. Ein verwandtschaftliches Verhältnis zu Georg Engelhard von Löhneysen, dem Begründer des Rittergutes Remlingen, ist nicht überliefert.
Nach dem Besuch des Collegiums Carolinum in Braunschweig studierte er Jura an der Universität Helmstedt. Am 12. Juli 1787 wurde er Assessor an der Fürstlichen Kammer zu Blankenburg. 1793 war er Kammerrat. Im Jahre 1800 wurde Carl August  als Kommissar für die General-Wegeverbesserungskommission an die Kammer in Braunschweig berufen. In den Jahren 1808 bis 1813 war er Mitglied des Departementsrats des Oker-Departements. Im gleichen Zeitraum war er als Vertreter der Grundbesitzer Mitglied der Reichsstände des Königreichs Westphalen. Die Grundbesitzer stellten mit 70 Abgeordneten den Großteil der insgesamt 100 Abgeordneten des Parlaments.  
Er war Direktor für direkte Steuern für das Oker-Departement. Aus gesundheitlichen Gründen schied er am 2. Mai 1818 aus dem Dienst und bewirtschaftete sein Rittergut Remlingen, wo er 1827 starb.